# Деніелл Гілл (плавчиня)
Деніелл Гілл (англ. Danielle Hill, 27 вересня 1999) — британська плавчиня.
Учасниця Олімпійських Ігор 2020 року, де в попередніх запливах на дистанції 100 метрів на спині посіла 25-те місце і не потрапила до півфіналів.